# Sukhumbhand Paribatra
Sukhumbhand Paribatra (en thaï : สุขุมพันธุ์ บริพัตร; RTGS : Sukhumphan Boriphat; né le 22 septembre 1953 à Bangkok) est un professeur et homme politique thaïlandais.
En 1994, il est l'un des fondateurs d'un parti éphémère, le Nam Thai Party (en thaï : พรรคนำไทย; RTGS : Prak Nam Thai) avant de rentrer au Parti démocrate en tant que secrétaire général adjoint du parti. Il se faire élire membre de la Chambre des représentants en 1996, puis il est réélu en 2001 et en 2007. Il est, dans le même temps, vice-ministre des Affaires étrangères dans le gouvernement de Chuan Likphai de 1997 à 2000.
En 2009, il se présente à l'élection du gouverneur de Bangkok, qu'il remporte largement avec 45% des suffrages et près d'un million de voix. Il est réélu en 2013 avant d'être remplacé en 2016 par Aswin Kwanmuang,, désigné par le CNPO, junte militaire à l'origine du coup d'État de 2014.

## Résultats électoraux

### Élections législatives
| Année | Parti | Parti | Voix                | %                   | Rang                | Issue |
| ----- | ----- | ----- | ------------------- | ------------------- | ------------------- | ----- |
| 1996  |       | DP    | 66 045              | 62,63               | 3e                  | Élu   |
| 2001  |       | DP    | 30 582              | 50,43               | 1er                 | Élu   |
| 2005  |       | DP    | Liste proportionnel | Liste proportionnel | Liste proportionnel | Élu   |
| 2007  |       | DP    | Liste proportionnel | Liste proportionnel | Liste proportionnel | Élu   |

### Élection du gouverneur deBangkok
| Année | Parti | Parti | Voix      | %     | Rang | Issue |
| ----- | ----- | ----- | --------- | ----- | ---- | ----- |
| 2009  |       | DP    | 934 602   | 45,41 | 1er  | Élu   |
| 2013  |       | DP    | 1 256 349 | 47,75 | 1er  | Élu   |